# Albrecht Besserer von Thalfingen
Albrecht Theodorich Freiherr Besserer von Thalfingen (8 de octubre de 1787 - 1 de febrero de 1839) fue un General bávaro, Hofmarschall de Maximiliano I José de Baviera, Ministro de Guerra en funciones bajo el gobierno de Luis I de Baviera entre el 1 de noviembre de 1838 y el 28 de enero de 1839.
Besserer, miembro de la línea de Besserer von Thalfingen, nació en Langenau y murió en Múnich. El 26 de septiembre de 1819 se casó con Caroline Adelheid Walburga Josepha Wilhelmina Freiin von Verger (1789-1870). La pareja tuvo dos hijos, Maximilian Joseph Aloys (nacido en 1820) y Therese Sophia (nacida en 1824).